# Jan Hudec
Jan Hudec (n. 19 august 1981, Šumperk, regiunea Olomouc, Cehia) este un schior alpin ce a reprezentat Canada, medaliat olimpic. A participat la 3 ediții ale Jocurilor Olimpice (2010, 2014, 2018) în care a câștigat o medalie de bronz.